# Jason Jennings (cestista)
Jason Jennings (Bald Knob, 18 aprile 1979) è un ex cestista statunitense, professionista a Taiwan.

## Carriera
È stato selezionato dai Portland Trail Blazers al secondo giro del Draft NBA 2002 (43ª scelta assoluta).